# Бланзак (Горња Лоара)
Бланзак (фр. Blanzac) насеље је и општина у централној Француској у региону Оверња, у департману Горња Лоара која припада префектури Пиј ан Веле.
По подацима из 2011. године у општини је живело 310 становника, а густина насељености је износила 36,13 становника/km². Општина се простире на површини од 8,58 km². Налази се на средњој надморској висини од 714 метара (максималној 915 m, а минималној 569 m).

## Демографија
| 1962. | 1968. | 1975. | 1982. | 1990. | 1999. | 2011. |
| ----- | ----- | ----- | ----- | ----- | ----- | ----- |
| 178   | 195   | 191   | 190   | 214   | 267   | 310   |

График промене броја становника у току последњих година